# Challenger de Saint-Tropez
El Saint-Tropez Open es un torneo profesional de tenis. Pertenece al ATP Challenger Tour. Se juega desde el año 2021 sobre pistas de dura, en Saint-Tropez, Francia.

## Palmarés

### Individuales
| Año  | Campeón            | Finalista             | Resultado          |
| ---- | ------------------ | --------------------- | ------------------ |
| 2021 | Benjamin Bonzi     | Christopher O'Connell | 6–7(10), 6–1, ret. |
| 2022 | Mattia Bellucci    | Matteo Arnaldi        | 6–3, 6–3           |
| 2023 | Constant Lestienne | Liam Broady           | 4–6, 6–3, 6–4      |

### Dobles
| Año  | Campeones                  | Finalistas                              | Resultado         |
| ---- | -------------------------- | --------------------------------------- | ----------------- |
| 2021 | Antonio Šančić Artem Sitak | Romain Arneodo Manuel Guinard           | 7–6(5), 6–4       |
| 2022 | Dan Added Albano Olivetti  | Romain Arneodo Tristan-Samuel Weissborn | 6–3, 3–6, [12–10] |
| 2023 | Dan Added Albano Olivetti  | Jonathan Eysseric Harold Mayot          | 3–6, 1–0, ret.    |